# Carebaco-Meisterschaft 1986
Die Carebaco-Meisterschaft 1986 im Badminton fand vom 26. August bis zum 4. September 1986 in Port of Spain in Trinidad und Tobago statt. Es war die 14. Auflage der Titelkämpfe.

## Medaillengewinner
| Disziplin    | Gold                              | Silber                       | Bronze                           |
| ------------ | --------------------------------- | ---------------------------- | -------------------------------- |
| Herreneinzel | Robert Richards                   | Garth King                   | Mike van Daal                    |
| Herreneinzel | Robert Richards                   | Garth King                   | Karl Khan                        |
| Dameneinzel  | Debra O’Connor                    | Debbie Bins                  | Camille Dutchin                  |
| Dameneinzel  | Debra O’Connor                    | Debbie Bins                  | Marie Leyow                      |
| Herrendoppel | Garth King Robert Richards        | Clyde van Daal Mike van Daal | Felix Holiday D. Martien         |
| Herrendoppel | Garth King Robert Richards        | Clyde van Daal Mike van Daal | Brian Haddad Sammy Leyow         |
| Damendoppel  | Debra O’Connor Beverly Tang Choon | Carol Leyow Marie Leyow      | Sherita Breidel Sherida Ramzan   |
| Damendoppel  | Debra O’Connor Beverly Tang Choon | Carol Leyow Marie Leyow      | Simone Cheong Camille Dutchin    |
| Mixed        | Carl Khan Debra O’Connor          | Mike van Daal Sherida Ramzan | Brian Haddad C. Jones            |
| Mixed        | Carl Khan Debra O’Connor          | Mike van Daal Sherida Ramzan | David Lee Kim Beverly Tang Choon |
| Team         | Jamaika                           | Trinidad und Tobago          | Suriname                         |